# Lloret Negre
Lloret Negre es un festival de género negro que se convoca en la ciudad de Lloret de Mar, provincia de Gerona. Desde el amplio abanico de la realidad y todo el conocimiento de las diferentes profesiones, abogados, jueces, forenses, periodistas, psiquiatras, policías y muchos más conferenciantes, así como escritores, actores, guionistas y directores de cine,  se fusionan diferentes ámbitos de la cultura como son los thrillers o los problemas sociales, con la historia de la ciudad. El festival se realiza en primavera (jornadas de literatura, criminología y talleres investigación científica y escritura),mes de septiembre(entrega premios de literatura novela lengua catalana y castellana, relato en categoría adulto y juvenil y premio de guion de cine en lengua catalana) y  mes de noviembre FilmFestival Lloret Negre (festival de cine negro y policíaco). Su ámbito de la mano de la escritora Angelique Pfitzner y el equipo de Lloret Negre, abarca toda la Costa Brava.El festival Lloret Negre cuenta con seis ediciones pasadas y por supuesto con el apoyo de todas las instituciones de Lloret de Mar, así como sus patrocinadores joyería Grau, Fittel TV, Acin y Vadecom.Fechas festival LLORET NEGRE 2033: 2/3 y 4 de junio jornadas de Literatura, Criminología y Talleres. 9 de septiembre entrega premios. 23/24/25 y 26 de noviembre cine negro y policíaco Lloret Negre. www.lloretnegre.com

## Programa año 2023
Durante los días 2/3 y 4 de junio se realizarán  en la Biblioteca de Lloret de Mar, multitud de jornadas de Literatura y Criminología, así como talleres de investigación científica, con más de 50 escritores y la participación de nombres reconocidos como los que nos han acompañado el 2022, Vicente Valles, Alejandra Suárez, Pere Cardona, Tura Soler, Rosa Lluch, Carlos Quílez, Anna Punsi, José Vaccaro, Ignacio Marín, Joaquín Martín, Ernesto Mallo, Cristina Manresa, Mireia de Vargas, Prado G.Velázquez, Montse Ríos, Laura Manzanera, José Luis Caballero, Neus Roig Pruñonosa, y muchos más. Siempre fieles al sello de invitados en ediciones anteriores como Jordi Sierra i Fabra, José Cabrera, Andreu Martín, Paco Gómez Escribano, Susana Hernández, Raúl Montilla, Fernando Martínez Laínez, Enrique Figueredo, y una riqueza brutal de muchos más ponentes.  El festival LLORET NEGRE  busca además acercar la literatura a los más jóvenes de una forma diferente y mucho más ágil, con un programa dinámico que les motive a leer novela negra y crear sus propias obras literarias. Durante el mes de septiembre y en concreto el sábado 9 de septiembre, se entregarán también en la Biblioteca de Lloret de Mar los premios de literatura, categoría relato juvenil y adulto, premio a la mejor novela publicada en lengua castellana y lengua catalana año 2022 y premio al mejor guion escrito en lengua catalana. Durante todo el sábado 9 de septiembre se podrá disfrutar de los profesionales y escritores, como en años anteriores y además contaremos con una mesa de Crims con la participación de Elena Merino y Clara Tiscat. La participación de la actriz, productora y escritora Cristina Higueras y además Lloret Negre hará homenaje al escritor Jordi Sierra i Fabra con el cual también podremos disfrutar en persona. Además de nombres como José Vaccaro, Montse Ríos, Joaquín Martín, José Luis Caballero,Luis Estragues, Una Fingal, Ramón Valls, Jordi Matamoros, José María García Sánchez, y más de 50 escritores.  Los días 23/24/25 y 26 de noviembre se disfrutará del FilmFestival Lloret Negre, gracias también a la colaboración como imagen del festival LLORET NEGRE, Carla Frigo, cantante,  presentación de cortometrajes y largometrajes de la mano de los directores Paco Moreno y Sahak Shazyan en el Teatro de Lloret de Mar,y la participación del CineClub Addler durante los cuatro días del festival de cine.

## Actividades
En la Sala polivalente de la Biblioteca Municipal Lloret de Mar se celebran encuentros con autores y tertulias literarias. En el teatro de Lloret de Mar el FilmFestival Lloret Negre.

## Concurso de relatos
El festival LLORET NEGRE organiza dentro de la categoría de premios literarios, un concurso de relatos cortos a nivel mundial y en lengua castellana. El relato ganador y los 25 seleccionados por los jueces como mejor calidad literaria se publican en la antología Lloret Negre.